# Nordeste Baiano
O Nordeste Baiano é uma região geográfica e econômica do estado brasileiro da Bahia. 

## Municípios constituintes
O Nordeste Baiano é formado pelos seguintes 47 municípios: Abaré, Adustina, Água Fria, Antas, Araci, Banzaê, Biritinga, Cansanção, Canudos, Chorrochó, Cícero Dantas, Cipó, Conceição do Coité, Coronel João Sá, Crisópolis, Euclides da Cunha, Fátima, Glória, Heliópolis, Itapicuru, Jeremoabo, Lamarão, Macururé, Monte Santo, Nordestina, Nova Soure, Novo Triunfo, Olindina, Paripiranga, Paulo Afonso, Pedro Alexandre, Queimadas, Quijingue, Retirolândia, Ribeira do Amparo, Ribeira do Pombal, Rodelas, Santa Brígida, Santaluz, São Domingos, Serrinha, Sítio do Quinto, Teofilândia, Tucano, Uauá e Valente.
Os municípios do Nordeste Baiano pertencem aos seguintes territórios de identidade (TIs) baianos: Itaparica (todos), Semiárido Nordeste II (todos), Sisal (quase todos), Litoral Norte e Agreste Baiano (3), Sertão do São Francisco (2) e Portal do Sertão (1).   

## História
A região do Nordeste Baiano originalmente era habitada predominantemente pelos indígenas cariris, pertencentes aos ramos dos quiriris, caimbés, tumbalalás, aticuns, tuxás, pancararés e paiaiás. Parte da região do Sertão dos Tocós, que corresponde atualmente ao atual Território do Sisal exceto Monte Santo, era habitada pelos indígenas tocós, que também eram cariris, oriundos da região de Salvador e do Recôncavo, dali expulsos por causa do cultivo de cana-de-açúcar. Já a região de Jeremoabo era habitada pelos índios cariacás e muongurus, provavelmente subgrupos dos tupinambás. Já a região de Itapicuru teve como habitantes originais os indígenas paiaiás, cariris e tupinambás.
Se excluir as passagens dos jesuítas por Água Fria a partir de 1562, a primeira penetração na região teria sido pela expedição de Belchior Dias Moreia, neto de Caramuru, que explorou os interiores da Bahia e de Sergipe entre 1595 (ou 1596) e 1604, e passou por atuais municípios da região como Euclides da Cunha, Monte Santo e Tucano.
A colonização do Nordeste Baiano ocorreu entre os séculos XVII e XVIII, por meio da pecuária, realizada por vaqueiros rendeiros da Casa da Torre, com a participação de vaqueiros rendeiros da Casa da Ponte no sul dessa parte da Bahia. Como a costa havia sido destinada ao cultivo da cana, no final do século XVI e início do século XVII os rebanhos de gado foram empurrados do litoral para as caatingas dos atuais estados da Bahia e Sergipe, colonizando o que é hoje o Nordeste Baiano por meio de eixos fluviais, como os rios São Francisco, Itapicuru, Vaza-Barris e Real.
Com o avanço da pecuária por essa parte da Bahia, os indígenas sofreram devido aos conflitos com vaqueiros, com mortes e aldeias destruídas. Com isso, chegaram à região padres jesuítas e franciscanos, os quais criaram aldeamentos missionários, para a catequese e proteção dos indígenas. O primeiro desses aldeamentos nessa área foi Massacará, no atual município de Euclides da Cunha, criado em 1639. Muitas dessas antigas missões deram origem a cidades da região, como Itapicuru, Tucano, Ribeira do Pombal, Jeremoabo e Nova Soure.
A maioria dos municípios da região originalmente pertenciam à vila de Itapicuru de Cima (hoje Itapicuru), criada em 1727. Dela, se desmembraram diretamente as vilas de Pombal (atual Ribeira do Pombal, 1758), Soure (atual Nova Soure, 1758 ou 1759), Jeremoabo (1831), Tucano (1837) e Monte Santo (1837) e os municípios de Olindina (1958) e Crisópolis (1962).
Após a expulsão dos jesuítas do Brasil, em 1758, outros missionários continuaram o apostolado no Nordeste Baiano, destacando-se o Frei Apolônio de Todi, fundador de Monte Santo e Bom Conselho (hoje Cícero Dantas).
Em 1784, foi descoberto, em uma região entre os atuais municípios de Uauá e Canudos, pelo jovem vaqueiro Domingos da Motta Botelho, o Meteorito do Bendegó, o maior já encontrado no Brasil e um dos maiores do mundo, o qual caiu na Terra em momento incerto: alguns estudos apontam que foi entre cinco e dez mil anos atrás; outros dizem que foi bem antes, há 110 mil anos. Atualmente, essa peça está no Museu Nacional, tendo resistido ao incêndio deste em 2018.
Entre 1874 e 1897, o líder messiânico cearense Antônio Conselheiro peregrinou pelo Nordeste Baiano e também por Sergipe. Graças a ele, surgiu, em seus primeiros tempos de peregrinação, o Arraial do Bom Jesus (atual cidade de Crisópolis). Em 1893, ele e seus seguidores se fixaram no arraial abandonado de Canudos, próxima à cidade de mesmo nome, e renomearam para Belo Monte a povoação, a qual atraiu milhares de pessoas, entre sertanejos, escravos recém-libertos e indígenas, sendo considerado uma ameaça pelos coronéis locais e pelos governos estadual e federal, assim resultando na Guerra de Canudos (1896-7), que terminou com a destruição do povoado e a morte de quase todos os seus habitantes. Esse conflito é relatado na renomada obra Os Sertões, de Euclides da Cunha.
Nas primeiras décadas do século XX, o Cangaço esteve no Nordeste Baiano, com seu líder, Lampião, estando presente em diversas cidades da região, como Euclides da Cunha, Tucano, Cícero Dantas, Araci e Ribeira do Pombal.
A cultura do sisal ganhou grande impulso no Território do Sisal, em municípios como Araci, Conceição do Coité, Valente e Santaluz, na década de 1930, graças a incentivos do governo estadual, adaptação da planta às condições ambientais e demanda do mercado. O cultivo dessa planta, apelidada de “ouro verde”, trouxe riqueza para essa região, embora bastante concentrada nas mãos de ricos latifundiários conhecidos como “reis do sisal”. O ciclo do sisal na região sisaleira entrou em declínio na década de 1970, devido à substituição por produtos sintéticos, queda nos preços decorrente da oferta excessiva, concorrência com países africanos e pragas que invadiram as plantações, trazendo decadência econômica à Região do Sisal. No entanto, a exploração comercial dessa planta nessa parte da Bahia ressurgiu no início do século XXI, graças ao aumento da demanda por fibras naturais decorrente do avanço do movimento ambientalista e do aumento nos preços do petróleo.
Outro fator que deu um impulso econômico a certas partes da região foi o turismo hidrotermal a partir da década de 1930, primeiramente em Cipó e depois em Tucano (Caldas do Jorro e Jorrinho). Nas décadas seguintes, a criação de rodovias e a construção da Usina Hidrelétrica de Paulo Afonso também alavancaram o desenvolvimento da região. 

## Geografia

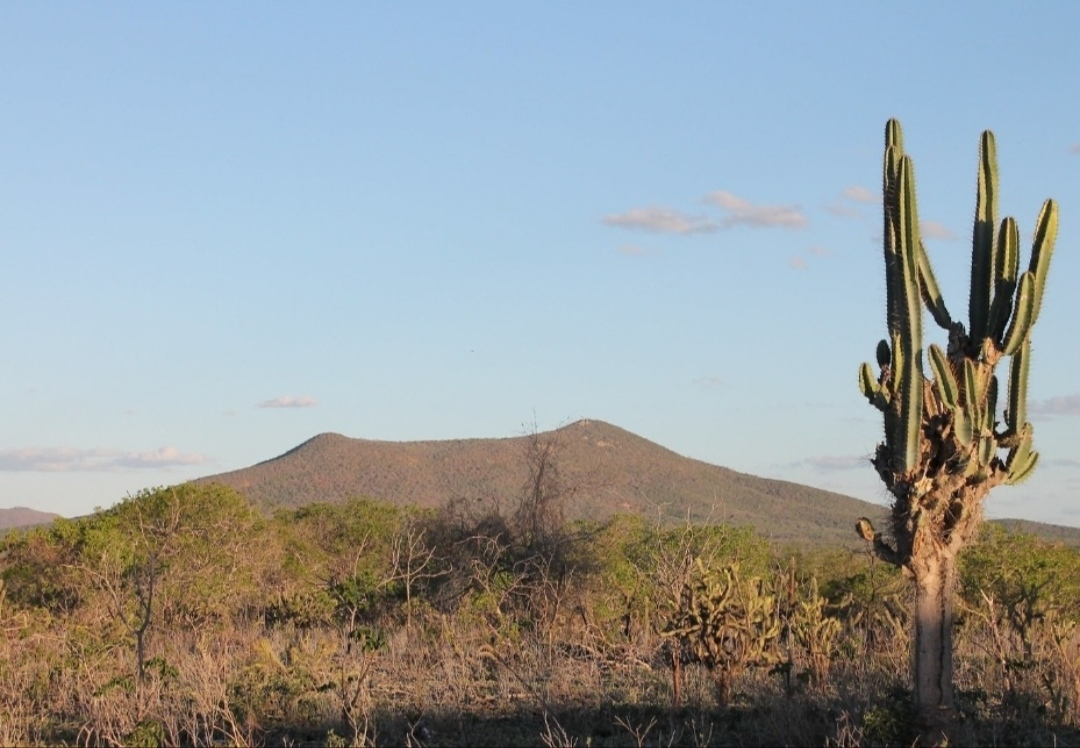
Vegetação de Caatinga no município de Uauá.

O Nordeste Baiano possui uma área territorial de 55.550 km².
A região do Nordeste Baiano é caracterizada por possuir predominantemente altitudes modestas, entre 100 e 500 m, e relevo não muito acidentado. As altitudes mais baixas são encontradas no vale do Rio Itapicuru na região do município de Itapicuru, sendo na casa dos 100 m. Serras, de altitudes não muito altas, dificilmente alcançando os 1.000 m acima do nível do mar, podem ser encontradas no interior de municípios como Cícero Dantas, Euclides da Cunha, Canudos, Jeremoabo e Monte Santo. O Nordeste Baiano está localizado na unidade de relevo Depressão Sertaneja e do São Francisco. 
Os principais rios da região são o São Francisco, Itapicuru e o Vaza-Barris, todos perenes, e a grande maioria dos municípios está localizada nas bacias hidrográficas desses dois rios. A maioria dos rios da região são intermitentes, por causa das condições climáticas.  

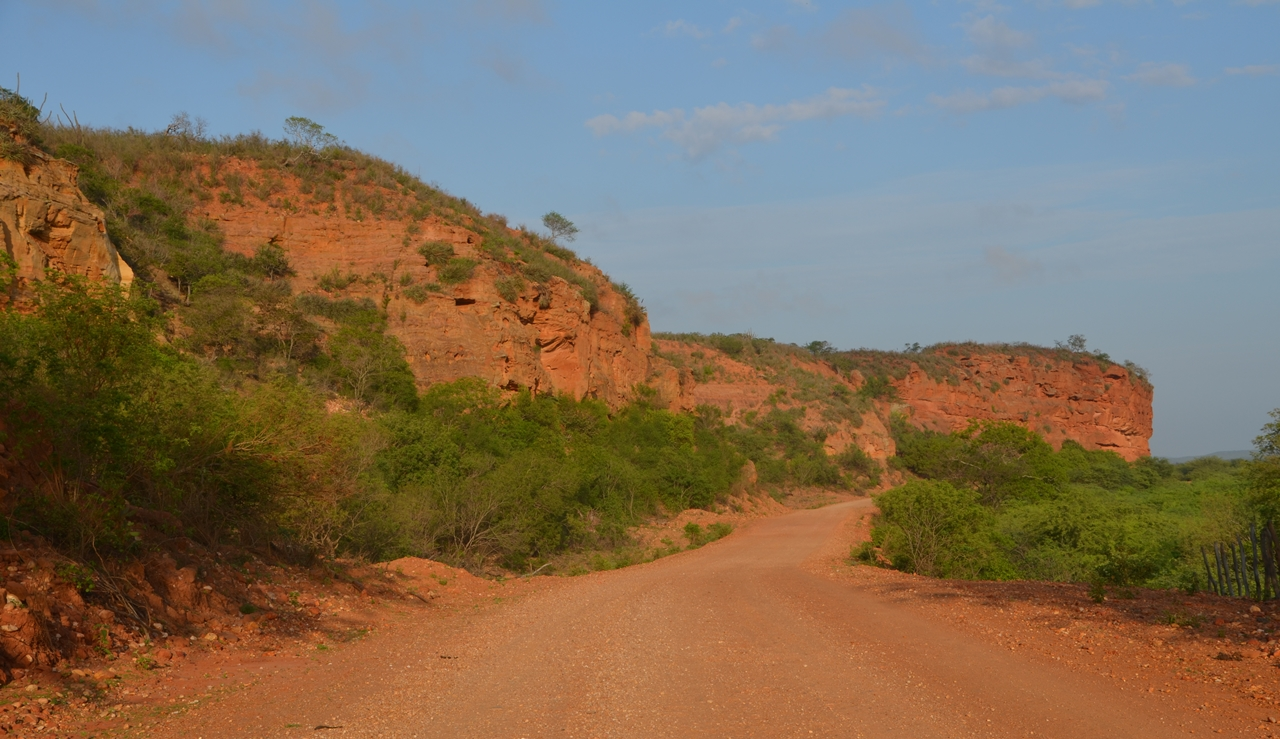
Estrada no Raso da Catarina, entre Canudos e Jeremoabo

O clima típico e predominante da região é o tropical semiárido, caracterizado pelas elevadas temperaturas ao longo do ano – a temperatura média anual nessa região, em grande parte, está entre 24 e 26°C – e pluviosidade média anual entre 400 e 600 mm - em alguns locais alcançando 300 mm -, distribuída irregularmente ao longo do ano. 
Em 2023, foi detectada, pela primeira vez no Brasil, o clima árido, em uma área de quase 6 mil km², que abrange municípios do Nordeste Baiano – a totalidade dos territórios de Abaré, Chorrochó e Macururé e parte dos territórios de Curaçá e Rodelas. O aparecimento desse tipo climático pela primeira vez em território brasileiro se deve às mudanças climáticas.
A vegetação predominante e típica do Nordeste Baiano é a Caatinga.
O Raso da Catarina, uma das regiões mais secas e quentes do Brasil, está localizado no Nordeste da Bahia e abrange parte dos territórios dos municípios de Canudos, Glória, Jeremoabo, Macururé, Paulo Afonso, Rodelas e Santa Brígida.

## Demografia

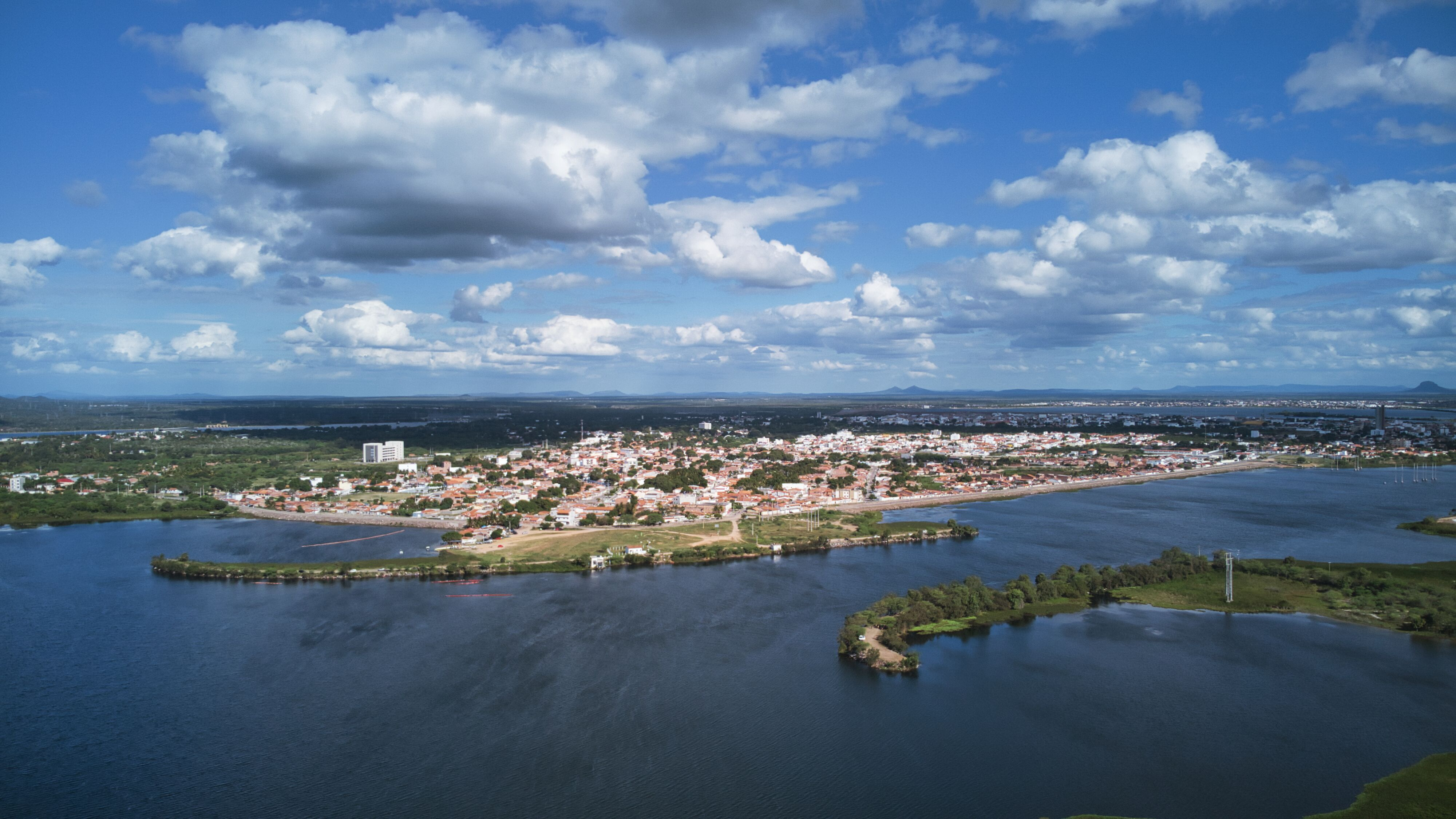
Vista panorâmica de Paulo Afonso, cidade mais populosa do Nordeste Baiano.

Segundo o censo de 2022, a população do Nordeste Baiano é de 1.255.818 habitantes, o que corresponde a 8,9% da população baiana. Sua densidade demográfica é de 22,61 hab./km², o que está abaixo da densidade demográfica da Bahia.
Os municípios mais populosos da região, ainda segundo o censo de 2022, são: Paulo Afonso (112.870), Serrinha (80.435), Conceição do Coité (68.825) e Euclides da Cunha (61.456).

## Economia
O PIB do Nordeste Baiano em 2020 era de 16,5 bilhões de reais, o que correspondia a 5,4% do PIB baiano naquele ano. A renda per capita da região é menor do que a baiana.
A economia da região é baseada no comércio, serviços e agricultura, seja a de subsistência ou a de sisal, esta última no Território do Sisal. A mineração está presente em algumas regiões. O turismo compõe parte da renda dos municípios de Tucano e Cipó.

## Cultura e turismo
A culinária da região do Nordeste Baiano inclui pratos como buchada, ensopado e sarapatel de bode e carneiro e o bode na brasa, acompanhado de feijão tropeiro e/ou mandioca, além da galinha caipira e pirão de peixe. Uauá é conhecida no Brasil inteiro como a cidade internacional do bode.
O artesanato está presente em diversas cidades da região e é feito com materiais como couro, cipó e palhas.
Dentre as festividades típicas da região, estão a Festa Junina, o Reisado e o Bumba-Meu-Boi, além da tradicional vaquejada de Serrinha.
Há cidades turísticas nessa área. Monte Santo se destaca pelo turismo religioso, Tucano e Cipó, pelo turismo termal e Canudos, pelo ecoturismo e turismo histórico. Já Paulo Afonso possui cachoeiras, o complexo hidrelétrico e os passeios de barco no Rio São Francisco como principais atrativos.